# Blow Out
Blow Out is een paranoiathriller uit 1981 onder regie van Brian De Palma.

## Verhaal
Als geluidsman voor een slasher-film is Jack in een park geluiden aan het opnemen die gebruikt kunnen worden voor gegil en wind. Hij ziet een auto de vijver inrijden en weet de passagiere te redden, maar de bestuurder is dood. Dit blijkt een presidentskandidaat te zijn en de vrouw, Sally, is een escort. Jack laat zich overhalen om haar uit het ziekenhuis te smokkelen, zodat de affaire in de doofpot kan.
De auto had een lekke band, maar in zijn geluidsopname hoort Jack vlak daarvoor een schot. Hij gaat op onderzoek uit, maar het duurt niet lang voordat Jack zelf door een mysterieus persoon lastiggevallen wordt.

## Rolverdeling
| Acteur        | Personage      |
| ------------- | -------------- |
| John Travolta | Jack Terry     |
| Nancy Allen   | Sally          |
| John Lithgow  | Burke          |
| John McMartin | Lawrence Henry |
| Dennis Franz  | Manny Karp     |
| Roger Wilson  | Cameo          |